# La hora de Federico
La hora de Federico es un programa semanal del canal digital Libertad Digital TV presentado por el periodista y escritor Federico Jiménez Losantos.
Tiene un carácter principal de opinión. En él, Jiménez Losantos y sus colaboradores tratan en profundidad las noticias más relevantes.
Además, el presentador de Es La Mañana en EsRadio cuenta cada semana con un invitado especial.

## Historia del programa
El primer programa fue emitido el 29 de mayo de 2007. Tras poco menos de un mes de programas semanales, Federico cerraría una primera etapa de "su hora" el día 26 de junio, en el que hizo un repaso de los mejores momentos.
En noviembre de ese mismo año Jiménez Losantos volvió e inauguró una segunda etapa del programa, que semanalmente sigue siendo emitido por Libertad Digital Televisión y que recibe muchas semanas como invitados a figuras muy importantes de la comunicación del panorama nacional.
En el plató de la hora de Federico han pasado periodistas como Carlos Herrera, Pedro J. Ramírez, Fernando Sánchez Dragó, José Luis Balbín o Ana Rosa Quintana; políticos como Esperanza Aguirre, Jaime Mayor Oreja, Daniel Sirera, Javier Arenas, Víctor Latas o artistas como Alaska.

## Enlaces de interés
- La hora de Federico en YouTube
- Libertad Digital

- Datos: Q5966992